# Edwardsiella tarda
Edwardsiella tarda Ewing et al., 1965 è l'unica specie  del genere Edwardsiella, famiglia Hafniaceae, responsabile di malattia nell'uomo. Questo batterio si riscontra soprattutto nelle acque dolci, nell'ambiente marino e tra gli animali che vivono in questi habitat. Il contagio umano avviene durante l'interazione con questi serbatoi ambientali.

## Clinica
La gastroenterite è il quadro clinico più frequente dell'infezione, con diarrea generalmente autolimitantesi. 
L'infezione è spesso dovuta a contaminazione di ferite, da morsi di serpenti a traumi verificatisi negli ambienti contaminati.

## Diagnosi
Benché non venga comunemente ricercata tra i batteri nelle feci, ha come proprietà caratteristica la produzione di idrogeno solforato.